# Logan Powell
Logan Powell (nascido em 25 de janeiro de 1999) é um nadador paralímpico australiano. Perdeu parte da perna direita em um acidente de cortador de grama quando tinha apenas dezoito meses de idade. Defendeu as cores da Austrália disputando três provas da natação nos Jogos Paralímpicos do Rio de Janeiro, em 2016. Powell ficou em sétimo nos 400 metros livre e em oitavo nos 100 metros costas, ambos da categoria S9. Nadou a prova masculina dos 100 metros, porém não conseguiu chegar à final.